# 張福攀
張福攀（越南语：／；17世紀—18世紀），清華河中府宋山縣人，廣南國政治人物。

## 生平
張福攀娶義王阮福溙第三女宋山郡君淑夫人阮氏玉冉為妻，官至掌營往鎮邊營鎮守，正和二十三年（1702年）海盜安烈、蠻船蘇喇伽施等五人自稱五班，與部下二百人在崑崙島建寨搶掠船隻，明王阮福淍命令他設計剷除，他招募闍婆十五人故意向海盜詐降，連夜放火燒殺一班二班，擒獲五班，而三班四班則望風而逃，他收到情報後立刻遣兵船到崑崙收獲金帛獻於明王，得到厚賞，去世後追贈太保攀國公。
張福攀的長子張福聰官至掌營，次子張福巒為廣南國後期奸臣，女兒張氏書為寧王阮福澍正室，追尊孝寧皇后。

## 引用
1. 1 2  《大南列傳前編·卷四》：張福攀，崗之子也，選尚英宗皇帝女第三公主玉冉，官至掌營，出領鎮邊營鎮守，顯宗皇帝十一年秋海匪安烈、蠻船蘇喇伽施等五人稱為五班，與其黨二百人泊崑崙島，結立寨柵，貸寶山積，四面各置大礮，攀以事聞，上命攀定計除之，攀乃召募闍婆十五人密令詐降，遂乘夜放火燒殺一班二班，擒獲五班，其三班四班望洋竄去，攀開報即遣兵船出崑崙，盡收所獲金帛以納，上厚賞之，卒贈太保攀國公，子二聰、巒，聰官至掌營，巒語見姦臣傳。
2. ↑  《大南列傳前編·卷一·后妃列傳》：肅宗孝寧皇后張氏，清化貴縣人，父張福攀官至鎮邊營留守掌營贈國公，有別傳。